# Gijs Besselink
Gijs Besselink (* 16. Juni 2004 in Heeten, Niederlande) ist ein niederländischer Fußballspieler. Der zentrale Mittelfeldspieler steht beim FC Twente Enschede unter Vertrag.

## Karriere
Vermant begann seine Karriere beim SV Heeten, bevor es sehr früh mit 9 Jahren in die Jugend des FC Twente Enschede ging und er dort dann zum Profispieler wurde. Am 3. September 2023 gab er im Auswärtsspiel gegen FC Volendam sein Debüt bei den Profis und wurde er in der 82. Spielminute für Michel Vlap eingewechselt.